# طهارم دشت
طَهارَم دشت یک روستا در ایران است که در دهستان شال واقع شده‌است. طَهارَم دشت ۱۲۴ نفر جمعیت دارد.

## زبان
اهالی روستای طهارم‌دشت به زبان ترکی آذربایجانی و زبان تالشی سخن می‌گویند.